# Черокі (Каліфорнія)
Черокі (англ. Cherokee) — переписна місцевість (CDP) в США, в окрузі Б'ютт штату Каліфорнія. Населення — 88 осіб (2020).

## Географія
Черокі розташоване за координатами 39°39′8″ пн. ш. 121°31′45″ зх. д. / 39.65222° пн. ш. 121.52917° зх. д. (39.652323, -121.529291).  За даними Бюро перепису населення США в 2010 році переписна місцевість мала площу 4,98 км², з яких 4,53 км² — суходіл та 0,44 км² — водойми.

## Демографія
Згідно з переписом 2010 року, у переписній місцевості мешкало 69 осіб у 26 домогосподарствах у складі 18 родин. Густота населення становила 14 особи/км².  Було 30 помешкань (6/км²).
Расовий склад населення:
| - 69,6 % — білих - 11,6 % — азіатів - 2,9 % — корінних американців |

До двох чи більше рас належало 15,9 %. Частка іспаномовних становила 1,4 % від усіх жителів.
За віковим діапазоном населення розподілялося таким чином: 23,2 % — особи молодші 18 років, 59,4 % — особи у віці 18—64 років, 17,4 % — особи у віці 65 років та старші. Медіана віку мешканця становила 42,8 року. На 100 осіб жіночої статі у переписній місцевості припадало 122,6 чоловіків;  на 100 жінок у віці від 18 років та старших — 103,8 чоловіків також старших 18 років.
Цивільне працевлаштоване населення становило 17 осіб. Основні галузі зайнятості: освіта, охорона здоров'я та соціальна допомога — 41,2 %, роздрібна торгівля — 35,3 %, науковці, спеціалісти, менеджери — 23,5 %.